# 1936 în informatică
- 1935 în informatică — 1936 în informatică — 1937 în informatică

1936 în informatică a însemnat o serie de evenimente noi notabile:

## Evenimente
- Alan Turing de la Universitatea Cambridge, Anglia, a publicat o lucrare despre "numerele calculabile"[1] care a reformulat rezultatele lui Kurt Gödel (a se vedea lucrările conexe ale lui Alonzo Church). Lucrarea s-a adresat celebrei "Entscheidungsproblem" a cărei soluție a fost cerută ca un raționament (un fel de dispozitiv matematic) privind un calculator simplu și teoretic, cunoscut astăzi ca o mașină Turing. În multe feluri, acest dispozitiv a fost mult mai convenabil decât sistemul formal universal baza pe aritmetica lui Gödel.

## Nașteri
- 20 ianuarie: Edward Feigenbaum,  informatician american, cu contribuții în domeniul inteligenței artificiale.
- 8 iunie: Robert Floyd, informatician american
- 7 noiembrie: Marius Guran, inginer, specialist în calculatoare, unul din pionierii informaticii românești.
- 25 noiembrie: Ion Văduva,  matematician și informatician român.

## Decese
- 18 decembrie: Leonardo Torres y Quevedo (n. 1852), inginer civil spaniol și matematician care a pus bazele teoretice ale automatizării